# Міністерство оборони Японії

Прапор Міністра оборони.

Міністерство оборони (яп. 防衛省, боей-сьо) — центральний орган виконавчої влади Японії.

## Основні повноваження
Відповідає за планування і виконання оборони країни.

## Створення
Засноване 1 вересня 2007 року.

## Законодавчий статус
Організація, структура, права і обов'язки Міністерства регулюються Законом Японії про заснування Міністерства оборони.

## Керівництво
Очолюється Міністром оборони Японії (яп. 防衛大臣, ぼうえいだいじん, боей-дайдзін; англ. Minister of Defense). З 10 жовтня 2024 цю посаду займає Накатані Ген (яп. 中谷元).

## Попередники
- 1869 — 1872: Міністерство війни Японії
- 1872 — 1945: Міністерство армії Японії, Міністерство флоту Японії
- 1952 — 1954: Управління безпеки Японії (яп. 保安庁, ほあんちょう, хоан-тьо; англ. National Safety Agency)
- 1954 — 2007: Управління оборони Японії (яп. 防衛庁,　ぼうえいちょう, боей-тьо; англ. Japan Defense Agency)
- 2007 — : Міністерство оборони Японії' (яп. 防衛省,　ぼうえいしょう, боей-сьо)

## Структури
Особливі органи

Штаби
- Об'єднаний штаб Сил Самооборони Японії
- Штаб сухопутних Сил Самооборони Японії
- Штаб військово-морських Сил Самооборони Японії
- Штаб повітряних Сил Самооборони Японії

Види військ　
- Сухопутні Сили Самооборони Японії
- Військово-морські Сили Самооборони Японії
- Повітряні Сили Самооборони Японії

Центри
- Розвідувальний центр
- Технічно-дослідницький центр
- Забезпечувально-будівничий центр
- Оборонно-наглядовий центр